# يانجي

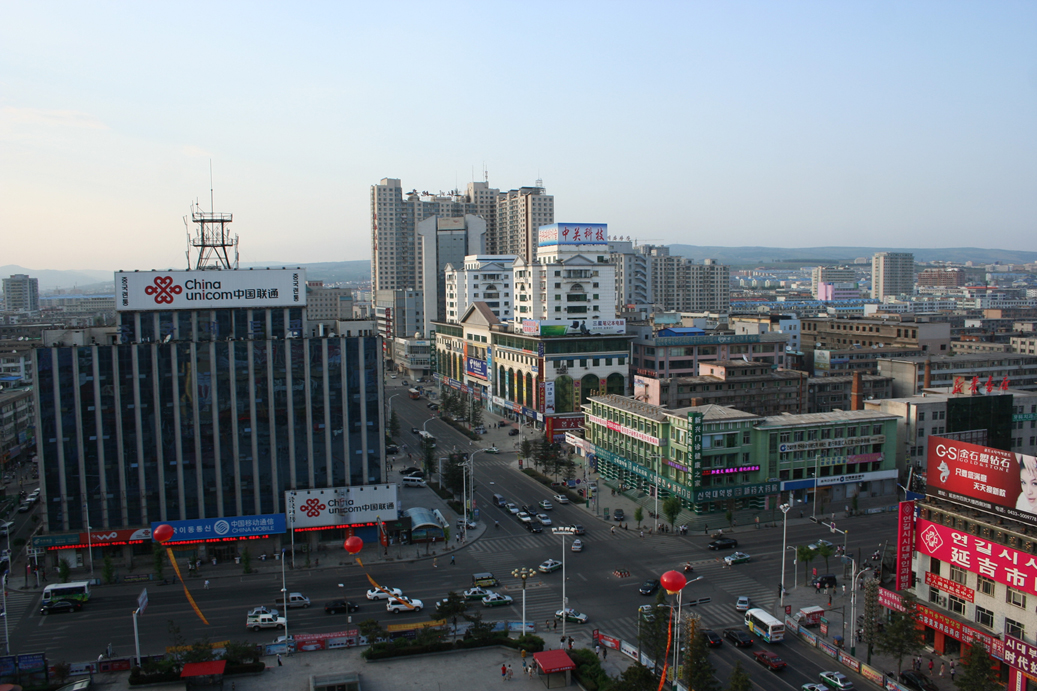
أُفُق مدينة يانجي. (التقطت الصورة سنة 2010).

يانجي (بالصينية: 延吉 = Yánjí) وتُعرف كذلك باسم يونگيل (النطق الكوري: [jɔnɟil]) وهو اسمها باللغة الكورية (연길)، هي مدينة صينية وعاصمة جيلين الواقعة بشمال شرق الصين والمُلاصقة لكوريا الشمالية. يبلغ عدد سكانها ما يقارب 400,000 نسمة، يُشكّل الكوريّون نسبة كبيرة منهم. يانجي هي محور مهم في قطاعي الموصلات والتجارة بين جمهورية الصين الشعبية وكوريا الشمالية.

## التاريخ
لم تكن يانجي وضواحيها مأهولة بعدد كبير من السكان إلى عام 1800 وما تلاه حين شجع الحُكّام التشينغيون الناس على الهجرة إلى يانجي، محاولة منهم في صد الاعتداءات والتوّسُعات الروسية.
يانجي الآن جزءٌ من منطقة يانبيان الكورية المستقلة الواقعة في أقصى الجزء الشرقي من جيلين. يانجي مدينة مركزية مُحاطة بخمس مدن إقليمية، ومنطقتين ريفيتين، وهي مركز منطقة يانبيان.

## المدينة والأزمات العالمية
قامت القوات العسكرية الكورية الشمالية بثاني تفجير نووي تجريبي في مايو 2009 بالقرب من الحدود الصينية، وقد سبّب الانفجار هزة أرضية بقوة 4.5 على مقياس رختر، وموقع البؤرة الزلزالية لهذه الهزّة يبعد مئة وإثني عشر ميلاً فقط عن يانجي. النظرة الإيجابية التي يحملها سكان يانجي من الصينيين والكوريين اضطربت بشدّة، وقام العديد منهم بإظهار ما شعورهم الذي ينُمّ عن إحساسهم بالفزع وانعدام الأمن بسبب جيرانهم الكوريين الشماليين.
القسّ الكوري الجنوبي الأكليركي كيم دونغ شك اختطف في يانجي في يناير 2000، وكانت قضية اختطافه من القضايا المعدودة من قضايا اختطاف كوريا الشمالية للكوريين الجنوبيين التي حظيت بتغطية إعلامية واسعة، وقد اعتُقل المشتبه به في تنفيذ العملية، وقيل أنّه قد تدرّب في بيونغ يانغ، وقد حُكم عليه بهذه الجريمة في ديسمبر 2004.
وكانت يانجي نقطة بداية لصراع دولي سنة 2009 حين احتجزت قوات حرس الحدود الكورية الشمالية صُحُفيتين أمريكيتين هُما إيونا ليي ولورا لينغ حيث أنّهما خرجتا من يانجي وتجاوزوا الخط الحدودي مع كوريا الشمالية. وقد أفرج عنهما بعد تدخُّلات رسمية من كبار المسؤولين على رأسهم الرئيس الأمريكي السابق بيل كلنتون.
تتسرّب كميات من الميتافيتامين على طول الحدود مع كوريا الشمالية وقد أدّى هذا التسرُّب إلى مشكلة مخدرات. وفي العشرين سنة الماضية سجّلت يانجي أربعة وأربعين حالة تعاطي للمخدرات. إلّا أنّهُ قد سُجّل ما يُقار الألفين ومئتي حالة إدمان للمخدرات، كان أكثر من 90% منهم يُدمنون تعاطي الميثافيتامين أو أنواع شبيهة أخرى من المُخدرّات الاصطناعية. وفي تقرير لمعهد بروكينز الأمريكي حول هذا الموضوع ذُكر أنّ: ”مقاطعة جيلين ليست فقط أهم مراكز نقل المخدرات من كوريا الشمالية إلى الصين؛ بل إنّها بنفسها صارت من أضخم أسواق المُنشّطات الأمفيتامينية في الصين“.

## الجغرافيا والمناخ
تقع يانجي على سفوح جبلية، وامتدادها الحضري محصورٌ في منطقة مُسطّحة صغيرة.

## وصلات خارجية
- موقع مدينة يانجي الحكومي الرسمي (بالصينية)
- معلومات عامة عن منطقة يانجي (بالإنجليزية)